# جانيت كابلان
جانيت كابلان (بالإنجليزية: Janet Kaplan)‏ هي كاتِبة وشاعرة أمريكية، ولدت في 1958.